# Abderrahman Machraoui
Abderrahman Machraoui (* 1948 in Figuig) ist ein deutscher Kardiologe.
Der gebürtige Marokkaner studierte Medizin in Marburg und Heidelberg (Dissertation in Heidelberg zum Thema Autonomes Adenom, 1973). Zum Kardiologen bildete Machraoui sich in Rotenburg an der Fulda, Bochum und Lille weiter, des Weiteren absolvierte er interventionelle Trainings an Kliniken u. a. in Frankfurt am Main, Bad Oeynhausen, Berlin, Kansas City und Miami. Als leitender Oberarzt an der Abteilung für Kardiologie und Angiologie, Bergmannsheil der Ruhr-Universität Bochum war Machraoui von 1984 bis 1998 maßgeblich am Aufbau und an der Weiterentwicklung der dortigen interventionellen Kardiologie beteiligt. Während dieser Zeit erfolgte seine Habilitation (1989). 1999 folgte er einem Ruf zum Chefarzt der Medizinischen Klinik des Diakonissenkrankenhaus Flensburg. Damit einher ging seine Umhabilitation nach Kiel. Seit 2013 befindet sich Abderrahman Machraoui im Ruhestand. Der bekennende Pazifist ist weiterhin in medizinischen Netzwerken aktiv und engagiert sich darüber hinaus sozial. Zuletzt entwickelte er eine neue Methode zur Blutdrucksenkung.
Zahlreiche Veröffentlichungen in Fachzeitschriften zu seinen wissenschaftlichen Schwerpunkten Koronarstenting, Röntgenkontrastmittel, Cor pulmonale, aber auch Buchveröffentlichungen wie das Standardwerk Angewandte internistische Standards: Krankheitsbilder und klinische Arbeitsabläufe für die Kitteltasche (2006). 

## Einzelbelege
1. ↑  Antje Walther: Vom Oasenkind zum Chefarzt | SHZ. In: shz.de. 13. März 2013, abgerufen am 3. März 2024.